# 出雲湯村温泉
出雲湯村温泉（いずも ゆむら おんせん）は、島根県雲南市にある温泉。
旧国名の「出雲」をその名に冠しているのは、他県にもある湯村温泉と区別するためである。

## 泉質
- 単純温泉[1]

## 温泉街
斐伊川を挟んで旧木次町と旧吉田村に1軒ずつの旅館と1軒の共同浴場がある。平成13年（2001年）に改築された共同浴場は足湯も備えている。川沿いには足元湧出の湯船などの野湯もあるが、野湯は共同浴場の管理下にはなく、照明設備も存在しない。その使用や安全については使用者の責任となっている。

## 歴史

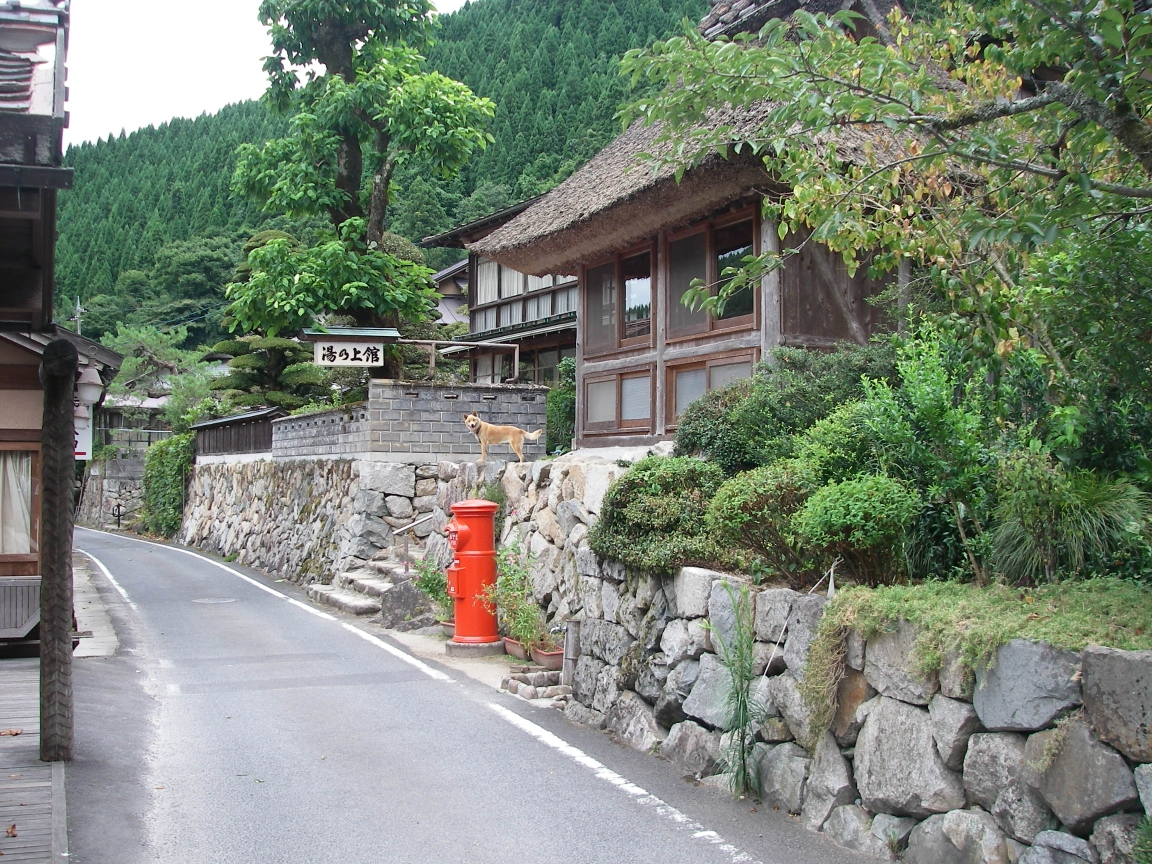
湯乃上館

伝承では遠い昔に斐伊川の川底から湧出していた温泉を発見したのが湯村温泉の起源とされるが、その時期については詳らかではない。ただし天平5年（733年）に編纂された『出雲国風土記』に「漆仁の川辺の薬湯」としてこの地の温泉が紹介されていることから、奈良時代にはすでに湯治場としてその存在を知られていたことが窺える。

## アクセス
- 鉄道：木次線木次駅より雲南市民バスで約15分。
- 車：松江自動車道三刀屋木次ICより国道314号を通り約20分。